# Sissi face à son destin
Cet article concerne le film. Pour la vraie impératrice, voir Élisabeth de Wittelsbach.
Pour les articles homonymes, voir Sissi.
Série
Sissi impératrice
(1956)
Pour plus de détails, voir Fiche technique et Distribution.
Sissi face à son destin (titre original : Sissi, Schicksalsjahre einer Kaiserin)  est un film autrichien réalisé par Ernst Marischka, sorti en 1957. Il a été sélectionné au Festival de Cannes.
Le film s'inspire de l'histoire d'amour de l'impératrice Sissi, jouée par Romy Schneider, et de l'empereur François-Joseph, joué par Karlheinz Böhm.

## Synopsis
L'Empire est agité par des révolutionnaires hongrois mécontents de leur rattachement à la Maison d'Autriche. Sissi réussit à convaincre Franz de la laisser partir pour la Hongrie afin de calmer les esprits. Cependant, le comte Andrassy lui avoue qu'il est amoureux d'elle. Sissi décide alors de quitter la Hongrie. Sur le chemin du retour, elle retrouve Franz dans une auberge, parti à sa rencontre. Ils décident de passer quelques jours tous les deux loin de Vienne mais sont obligés de rentrer plus vite que prévu car Sissi est malade. Les médecins la déclarent poitrinaire et elle a très peu de chances de guérir. Ils l'envoient se faire soigner à Madère et en Grèce  et, avec l'aide de sa mère Ludovica, Sissi reprend goût à la vie et guérit. Devant y faire un voyage officiel, Franz la retrouve en Italie, pays où l'Autriche est très mal perçue.
À Milan, le couple impérial doit assister à un opéra. Au lieu d'ouvrir la représentation par l'hymne autrichien, tous les Italiens présents entonnent « Le chœur des esclaves » de Nabucco de Verdi. Les conseillers de l'empereur se rendent alors compte avec horreur qu'à de rares exceptions, tous les nobles italiens se sont fait remplacer par leurs domestiques. Au lieu de quitter les lieux, comme prévu par les dissidents, et à l'instigation de Sissi, les Autrichiens applaudissent, et la réception a lieu, et les "nobles" sont présentés à Leurs Majestés. Les nobles milanais sont donc ridiculisés, étant passés pour des rustres ne valant pas mieux que des cochers ou des cuisinières.
Quelques jours plus tard, le cortège nautique passe dans Venise sans être acclamé, jusqu'à ce qu'une fois arrivée sur la place Saint-Marc, Sissi aperçoit que sa fille, qu'elle n'a pas vue depuis longtemps, l'attend au loin et court la rejoindre. Les Italiens émus crient alors : « Viva la mamma ! »

## Fiche technique
- Titre original : Sissi - Schicksalsjahre einer Kaiserin
- Titre français : Sissi face à son destin
- Réalisation : Ernst Marischka
- Scénario : Ernst Marischka
- Photographie : Bruno Mondi
- Décors : Fritz Jüptner-Jonstorff
- Costumes : Gerdago et Franz Szivatz
- Musique : Anton Profes
- Producteur : Karl Ehrlich
- Distribution : SNC
- Pays d'origine : Autriche
- Format : 35mm - Couleurs - Ratio : 1,66:1
- Son : Stéréo 4 pistes magnétiques et copies son optique mono
- Genre : Comédie dramatique, Film romantique, historique
- Durée : 106 minutes
- Dates de sortie :
  -  Autriche : 19 décembre 1957
  -  France : 10 septembre 1958

## Distribution
- Romy Schneider (VF : Gilberte Aubry) : Impératrice Élisabeth dite « Sissi »
- Karlheinz Böhm (VF : Jean-Pierre Duclos) : François-Joseph dit Franz
- Magda Schneider (VF : Lita Recio) : La duchesse Ludovica en Bavière
- Gustav Knuth (VF : André Valmy) : Le duc Maximilien en Bavière
- Uta Franz (VF : Lily Baron) : La princesse Hélène en Bavière
- Walther Reyer (VF : René Arrieu) : Le comte Andrássy
- Vilma Degischer (VF : Lucienne Givry) : L'archiduchesse Sophie
- Erich Nikowitz (VF : Gérard Férat) : L'archiduc Franz-Karl
- Josef Meinrad (VF : Michel Roux) : Le colonel Böckl
- Hans Ziegler : Le conseiller Seeburger
- Senta Wengraf : La comtesse Bellegarde
- Helene Lauterböck : La comtesse Esterházy
- Sonia Sorel : Henriette Mendel
- Susanne von Almassy (VF : Paule Emanuele) : Comtesse Béatrice
- Peter Neusser : Le comte Batthyány, fils du comte Lajos Batthyány, révolutionnaire hongrois exécuté en 1849

## Succès de ce film, qui fait envisager un nouveau film
Le film (sorti en 1957) est le dernier d'une trilogie commencée par Sissi (1955) puis Sissi impératrice (1956). À la suite du succès de ce film, le scénariste, réalisateur et producteur autrichien Ernst Marischka proposa à l'actrice jouant Sissi, Romy Schneider[réf. nécessaire], une suite des aventures de la jeune Impératrice, mais malgré un cachet très élevé Romy refusera, voulant faire autre chose, et ne supportant plus l'image de Sissi à laquelle on l'associe trop souvent.

## Distinctions
Le film a été présenté en sélection officielle en compétition au Festival de Cannes 1958.